# 科斯蒂利尼基
48°52′44″N 25°21′25″E / 48.87889°N 25.35694°E
科斯蒂利尼基（羅馬化：Kostilnyky）是位於烏克蘭西部特諾皮爾州喬爾特基夫區的村莊，面積1.63平方公里，2001年人口1,025，人口密度每平方公里628.8人。